# Коста Грубачић
Коста Грубачић (Баљци, Билећа 4. јун 1909 — Сарајево 11. август 1968) је био педагог и политички радник.
Дипломирао је 1937. филозофско-педагошку групу предмета на Универзитету у Београду, а докторирао 1938. на Карловом универизету у Прагу. Због комунистичке делатности, аписа и седеловања у напредном покрету није могао добити универзитетско намештења. Године 1940. отпуштен је из службе у грађанској школи у Белој Цркви и прелази у илегалност.
Био је организатор устанка у родном крају, радио на културно-просветним задацима АВНОЈ-а, постао први ректор Народног универзитета, члан ЗАВНОБИХ-а. По ослобођењу имао је високе политичке и друштвене функције: Помоћник министра просвете НР Србије, начелник Одељења Комитета за школе и науку Владе ФНРЈ (касније Министсрства за науку и културу ФНРЈ). 
Пре рата објавио је више радова у напредним часописима, а после ослобођења поред редовних дужности, покренуо је и уређивао Педагошку библиотеку, Просветни преглед, Савремену школу. Библиотекарство и др. Написао је више од 200 радова.
Добио је Партизанску споменицу 1941. и друга висока одликовања.